# Black Rock Shooter
Black Rock Shooter (ブラック★ロックシューター Burakku Rokku Shūtā) là một dự án truyền thông khởi đầu vào năm 2008 với một bức vẽ nhân vật cùng tên của họa sĩ Ryohei Fuke (còn gọi là Huke). Bức vẽ đã gợi ý tưởng cho thành viên Supercell là Ryo để sáng tác một bài hát Vocaloid dựa trên nhân vật này có sử dụng giọng ca Hatsune Miku. Ordet đã sản xuất một tập OVA cho dự án dưới sự chỉ đạo của Yoshioka Shinobu. Tiếp đến là loạt anime truyền hình dài tập do Ordet hợp tác sản xuất cùng Sanzigen, anime bắt đầu lên sóng vào năm 2012. Dự án còn được mở rộng ra thành nhiều loạt manga và trò chơi điện tử. Một loạt anime truyền hình mới mang tên Black Rock Shooter: Dawn Fall do hãng Bibury Animation Studios thực hiện dự kiến phát sóng vào tháng 4 năm 2022.

## Bối cảnh
Dù các phương tiện truyền thông của Black Rock Shooter đều có nội dung hoàn toàn riêng biệt, điểm chính của mỗi câu chuyện đều xoay quanh Black Rock Shooter, một cô gái với mái tóc đen sở hữu khẩu pháo mạnh mẽ.
Cốt truyện của Black Rock Shooter: The Game diễn ra vào năm 2051, khi Trái đất bị các thế lực ngoài hành tinh xâm chiếm trong suốt 19 năm. Lúc này – Black Rock Shooter – tỉnh dậy sau một giấc ngủ dài để bảo vệ hành tinh xanh khỏi bị diệt vong, trong khi đó cố gắng hồi phục lại phần kí ức đã mất.

## Phương tiện truyền thông

### Minh họa và bài hát
Nguồn gốc của Black Rock Shooter bắt nguồn từ một minh họa nhân vật gốc có tên "Black Rock Shooter" của họa sĩ minh họa Ryohei Fuke, được biết đến nhiều nhất qua bút danh 'Huke', người đã đăng nó trên blog của mình và cộng đồng nghệ sĩ trực tuyến Pixiv vào ngày 26 tháng 12 năm 2007. Ryo của Supercell được lấy cảm hứng từ hình minh họa và tạo ra bài hát " Black Rock Shooter " dựa trên nhân vật mà sử dụng giọng hát từ Vocaloid hát tổng hợp Hatsune Miku. Huke đã tham gia Supercell và cung cấp các hình minh họa được sử dụng trong video âm nhạc của bài hát, sau đó được đăng trực tuyến trên trang web chia sẻ video Nico Nico Douga vào ngày 13 tháng 6 năm 2008, tính đến tháng 8 năm 2009 đã có hơn 2,2 triệu lượt xem. Bài hát sau đó được sử dụng làm chủ đề mở đầu cho loạt phim truyền hình anime 2012. Bài hát cũng đã được đưa vào Hatsune Miku: Project DIVA F như một bài hát có thể chơi được.

### Anime
Được sản xuất bởi studio Ordet của Yutaka Yamamoto và được đạo diễn bởi Shinobu Yoshioka, một dự án hoạt hình video gốc (OVA) dựa trên "Black Rock Shooter" và video âm nhạc của nó đã được công bố vào ngày 22 tháng 8 năm 2009. Kịch bản được viết bởi Nagaru Tanigawa và Shinobu Yoshioka, và thiết kế nhân vật được thực hiện bởi Yuusuke Matsuo. Âm nhạc được sáng tác bởi Ryo và bài hát chủ đề kết thúc là "Bravelove" được trình bày bởi The Gomband.
Một "Phiên bản thí điểm" của anime đã được phát hành trên DVD và Blu-ray Disc (BD) vào ngày 30 tháng 9 năm 2009 bởi Good Smile Company. Phiên bản chứa ba video hoạt hình ngắn cho thấy những cảnh giống nhau từ anime trong khi phát các phiên bản khác nhau của bài hát "Black Rock Shooter", giống như trong các video âm nhạc anime. Video đầu tiên sử dụng bản nhạc chính từ phiên bản gốc của "Black Rock Shooter", video thứ hai sử dụng bản phối lại "2M Mix" của bài hát với giọng hát sử dụng của Hatsune Miku Append, và video thứ ba sử dụng phiên bản chính của "2M Pha trộn". DVD / BD cũng đi kèm với một tập sách hình ảnh và một đĩa CD chứa các phiên bản giọng hát và nhạc cụ của "2M Mix".
Phiên bản Black Rock Shooter đầy đủ 50 phút có phụ đề bằng bảy ngôn ngữ, và được phát hành dưới dạng DVD miễn phí kèm theo tạp chí Sở thích Nhật Bản vào ngày 24 tháng 7 năm 2010. OVA cũng đi kèm với Tạp chí Megami của Gakken vào ngày 30 tháng 7 năm 2010, tạp chí Anidia vào ngày 10 tháng 8 năm 2010, và cũng được đóng gói với các bức tượng nhỏ của Blackma Shooter của Figma và Nendoroid. Một phiên bản bán lẻ đã được phát hành vào ngày 17 tháng 12 năm 2010 trong các phiên bản đặc biệt (BD + DVD) và phiên bản thường (BD). Cả hai phiên bản đều có video chuyển động dừng thử nghiệm ngắn 30 giây dưới dạng phần thưởng có phối lại từ "Black Rock Shooter" của Joe Hahn, DJ của Linkin Park, cũng như video tạo ra nó.
Một sê-ri phim hoạt hình dài tám tập của Black Rock Shooter, cũng do Ordet sản xuất với sản xuất CG của Sanzigen, được phát sóng trên kênh noitamina của Fuji TV từ ngày 2 đến ngày 22 tháng 2 năm 2012 và được phát trực tuyến bằng tám ngôn ngữ một ngày sau ngày phát sóng ban đầu của nó. Bộ truyện được đạo diễn bởi Shinobu Yoshioka, với kịch bản được viết bởi Mari Okada, hướng hoạt hình và thiết kế nhân vật của Yusuke Yoshigaki và hướng chiến đấu CG của Hiroyuki Imaishi. Fuji TV, Good Smile Company, Toho, Mages, Aniplex, Dentsu và Ultra Super Pictures đã tham gia vào quá trình sản xuất. Sê-ri được phát hành trên DVD và BD vào ngày 22 tháng 6 năm 2012 trong một bộ hộp chứa nhạc phim gốc và một bức tượng nhỏ Insane Black Rock Shooter Figma. Opening theme là "Black Rock Shooter" (ブラック★ロックシューダー Burakku Rokku Shūtā) シューダー bởi Supercell, trình bày bởi Hatsune Miku, trong khi kết thúc âm nhạc chủ đề là "Bokura no Ashiato" (僕らのあしあと Our Footsteps) bởi Supercell sung bởi Koeda. Sê-ri truyền hình được cấp phép tại Úc và New Zealand bởi Siren Visual. Manga Entertainment đã phát hành bộ truyện tại Vương quốc Anh dưới dạng một bộ DVD chỉ có phụ đề vào ngày 13 tháng 5 năm 2013.

### Trò chơi điện tử
Một trò chơi video nhập vai, có tựa đề Black Rock Shooter: The Game (ブラック★ロックシューター THE GAME), được Imageepoch phát hành cho PlayStation Portable  và được phát hành vào ngày 25 tháng 8 năm 2011. Đặt trong một vũ trụ khác với OVA, nó có các cảnh cắt hoạt hình của Ufotable. Chủ đề mở đầu cho trò chơi là "No Scared" của One Ok Rock. Phiên bản giới hạn Premium Box của trò chơi sẽ được phát hành, đi kèm với một bức tượng Figma của nhân vật phản diện của trò chơi, White Rock Shooter. Trò chơi được NIS America phát hành kỹ thuật số thông qua PlayStation Store ở Bắc Mỹ vào ngày 23 tháng 4 năm 2013 và ở châu Âu vào ngày 24 tháng 4 năm 2013.
Một trò chơi trình duyệt có tên Petite Rock Shooter (ぷちっと★ロックシューター Puchitto Rokku Shūtā) đã được phát hành trên Nico Nico Douga vào ngày 9 tháng 3 năm 2011, có hình minh họa của CHAN × CO. Imageepooch đang phát triển phần tiếp theo trên iOS có tựa đề Petite Rock Shooter: Pursue the Mystery of the Sexy Planet! (ぷちっと★ロックシューター　セクシー惑星の謎を追え！ Puchitto Rokku Shūtā: Sekushī Wakusei no Nazo wo Oe) (ぷちっと★ロックシューターセクシー惑星の謎を追え, Puchitto Rokku Shūtā: Sekushī Wakusei không Nazo wo Oe) cho phát hành vào tháng năm 2012. Nhiều yếu tố Black Rock Shooter đã được cung cấp cho PlayStation Home Nhật Bản. Các nhân vật trong Black Rock Shooter cũng xuất hiện trong trò chơi PSP Nendoroid Generation, được sản xuất bởi Namco Bandai, Good Smile Company và Banpresto, dựa trên loạt nhân vật Nendoroid. Trò chơi được phát hành vào ngày 23 tháng 2 năm 2012.

### Manga
Một bộ truyện ngắn (truyện tranh manga) mang tên Black Rock-chan (ぶらっくろっくちゃん Burakku Rokku-chan) ゃん được minh họa bởi Ringo, được đăng ở Kadokawa Shoten 4-Koma tạp chí 's Nano Ace giữa tháng 4 năm 2011 và tháng 3 năm 2012 các vấn đề. Sê -ri có các phiên bản siêu biến dạng của Black Rock Shooter và Dead Master, lần lượt được đặt tên là Rock-chan và De-chan. Một tập tankoubon duy nhất của Black Rock-chan đã được phát hành vào ngày 4 tháng 2 năm 2012. Một manga bởi Sanami Suzuki, với tựa đề Black Rock Shooter: Innocent Soul (ブラック★ロックシューター -イノセントソウル- Burakku Rokku Shūtā: Inosento Souru) シューター được đăng ở Kadokawa Shoten của trẻ Ace tạp chí giữa các vấn đề Tháng 7 năm 2011 đến tháng 6 năm 2012. Ba tập đã được xuất bản cho Linh hồn ngây thơ trong khoảng thời gian từ ngày 4 tháng 11 năm 2011 đến ngày 4 tháng 6 năm 2012. Một bộ manga chuyển thể từ Black Rock Shooter: Trò chơi được minh họa bởi TNSK đã bắt đầu xuất bản nối tiếp trong số tháng 9 năm 2011 của Kadokawa Shoten's Comptiq. Tập đầu tiên của Trò chơi được phát hành vào ngày 9 tháng 2 năm 2012.

## Tiếp nhận
Bộ phim truyền hình anime đã được trao giải vì thành tựu kỹ thuật trong hoạt hình phát sóng tại Giải thưởng Hiệp hội Kỹ thuật Điện ảnh và Truyền hình Nhật Bản lần thứ 65 năm 2012.